# Ева Бес
Ева Бес (ісп. Eva Bes; нар. 14 січня 1973) — колишня іспанська тенісистка.
Найвищу одиночну позицію світового рейтингу — 90 місце досягла 4 березня 2002, парну — 71 місце — 22 травня 2000 року.
Здобула 6 одиночних та 29 парних титулів туру ITF.
Найвищим досягненням на турнірах Великого шолома було 3 коло в одиночному розряді.
Завершила кар'єру 2003 року.

## Фінали турнірів WTA

### Парний розряд: 2 (2 поразки)
| Легенда                       |
| ----------------------------- |
| Турніри Великого шолома       |
| Premier Mandatory & Premier 5 |
| Premier                       |
| International (0–2)           |

| Результат | Дата     | Турнір                           | Покриття | Партнерка                  | Суперниці                                | Рахунок          |
| --------- | -------- | -------------------------------- | -------- | -------------------------- | ---------------------------------------- | ---------------- |
| Поразка   | Чер 1999 | Tashkent Open, Узбекистан        | Ґрунт    | Хісела Рієра               | Євгенія Куликовська Патріція Вартуш      | 6–7(3), 0–6      |
| Поразка   | Сер 2002 | Nordea Nordic Light Open, Швеція | Тверде   | Марія Хосе Мартінес Санчес | Світлана Кузнецова Аранча Санчес Вікаріо | 3–6, 7–6(5), 3–6 |

## Фінали ITF
| турніри $100,000 |
| турніри $75,000  |
| турніри $50,000  |
| турніри $25,000  |
| турніри $10,000  |

### Одиночний розряд: 14 (6–8)
| Результат | Ранг | Дата              | Турнір                    | Покриття | Суперниця                 | Рахунок          |
| --------- | ---- | ----------------- | ------------------------- | -------- | ------------------------- | ---------------- |
| Поразка   | 1.   | 26 березня 1990   | ITF Мадрид, Іспанія       | Ґрунт    | Ніноска Соуто             | 3–6, 0–6         |
| Поразка   | 2.   | 28 травня 1990    | ITF Лісабон, Португалія   | Ґрунт    | Ана Сегура                | 4–6, 0–6         |
| Поразка   | 3.   | 5 серпня 1991     | ITF Віго, Іспанія         | Ґрунт    | Катерін Моте-Жобкель      | 3–6, 0–6         |
| Перемога  | 4.   | 17 лютого 1992    | ITF Барселона, Іспанія    | Ґрунт    | Клер Вегінк               | 7–6, 6–4         |
| Поразка   | 5.   | 11 березня 1996   | ITF Сарагоса, Іспанія     | Ґрунт    | Кончіта Мартінес Гранадос | 6–3, 1–6, 3–6    |
| Поразка   | 6.   | 30 вересня 1996   | ITF Льєйда, Іспанія       | Ґрунт    | Ана Алькасар              | 3–6, 6–1, 2–6    |
| Перемога  | 7.   | 18 листопада 1996 | ITF Майорка, Іспанія      | Ґрунт    | Лаура Пена                | 6–3, 7–5         |
| Перемога  | 8.   | 23 червня 1997    | ITF Велп, Нідерланди      | Ґрунт    | Йоланда Менс              | 6–4, 6–7(2), 7–5 |
| Перемога  | 9.   | 30 червня 1997    | ITF Горн, Нідерланди      | Ґрунт    | Іветте Бастінг            | 6–2, 6–3         |
| Поразка   | 10.  | 22 вересня 1997   | ITF Салоніки, Греція      | Трава    | Амелі Моресмо             | 0–6, 0–6         |
| Поразка   | 11.  | 1 грудня 1997     | ITF Майорка, Іспанія      | Ґрунт    | Кончіта Мартінес Гранадос | 3–6, 7–5, 3–6    |
| Поразка   | 12.  | 26 липня 1999     | ITF Битом, Польща         | Ґрунт    | Патріція Вартуш           | 2–6, 4–6         |
| Перемога  | 13.  | 17 липня 2000     | ITF Фонтанафредда, Італія | Ґрунт    | Глорія Піццікіні          | 6–4, 6–1         |
| Перемога  | 14.  | 24 червня 2001    | ITF Горіція, Італія       | Ґрунт    | Ралука Санду              | 6–0, 1–6, 6–3    |

### Парний розряд: 49 (29–20)
| Результат | Ранг | Дата              | Турнір                        | Покриття   | Партнерка                  | Суперниці                                            | Рахунок            |
| --------- | ---- | ----------------- | ----------------------------- | ---------- | -------------------------- | ---------------------------------------------------- | ------------------ |
| Поразка   | 1.   | 11 вересня 1989   | ITF Памплона, Іспанія         | Тверде     | Вірхінія Руано Паскуаль    | Клаудія Чабалгойті Ана Сегура                        | 3–6, 0–6           |
| Поразка   | 2.   | 16 квітня 1990    | ITF Марса, Мальта             | Ґрунт      | Сільвія Рамон-Кортес       | Вікторія Мильвидська Анна Мірза                      | 2–6, 6–7           |
| Перемога  | 3.   | 14 травня 1990    | ITF Кашкайш, Португалія       | Ґрунт      | Вірхінія Руано Паскуаль    | Сімоне Шилдер Кароліна Віс                           | 3–6, 6–2, 6–1      |
| Поразка   | 4.   | 30 липня 1990     | ITF Віго, Іспанія             | Ґрунт      | Вірхінія Руано Паскуаль    | Марія Хосе Льорка Ана Сегура                         | 3–6, 4–6           |
| Перемога  | 5.   | 5 листопада 1990  | ITF Льєйда, Іспанія           | Ґрунт      | Вірхінія Руано Паскуаль    | Ана Ларракоечеа Сільвія Рамон-Кортес                 | 6–2, 1–6, 7–5      |
| Поразка   | 6.   | 18 березня 1991   | ITF Аліканте, Іспанія         | Ґрунт      | Вірхінія Руано Паскуаль    | Роса Б'єльса Сільвія Рамон-Кортес                    | 3–6, 6–0, 5–7      |
| Перемога  | 7.   | 8 квітня 1991     | ITF Турин, Італія             | Ґрунт      | Вірхінія Руано Паскуаль    | Луціє Штефлова Гелена Вілдова                        | 6–7, 6–1, 6–3      |
| Перемога  | 8.   | 6 травня 1991     | ITF Порту, Португалія         | Ґрунт      | Вірхінія Руано Паскуаль    | Маріан де Свардт Яел Сегал                           | 6–3, 7–5           |
| Перемога  | 9.   | 5 серпня 1991     | ITF Віго, Іспанія             | Ґрунт      | Вірхінія Руано Паскуаль    | Анне Аалонен Белінда Борнео                          | 7–6(6), 7–5        |
| Перемога  | 10.  | 20 липня 1992     | ITF Більбао, Іспанія          | Ґрунт      | Вірхінія Руано Паскуаль    | Джессіка Еммонс Клер Томпсон                         | 6–2, 6–4           |
| Поразка   | 11.  | 22 лютого 1993    | ITF Валенсія, Іспанія         | Ґрунт      | Вірхінія Руано Паскуаль    | Габі Горенгель Амі ван Бюрен                         | 4–6, 0–6           |
| Перемога  | 12.  | 26 квітня 1993    | ITF Порту, Португалія         | Ґрунт      | Ева Хіменес                | Ванесса Кастельяно Алісія Ортуньйо                   | 5–7, 6–1, 6–3      |
| Перемога  | 13.  | 23 травня 1994    | ITF Барселона, Іспанія        | Ґрунт      | Сільвія Рамон-Кортес       | Майке Каутстал Кіррілі Шарп                          | 6–1, 6–3           |
| Перемога  | 14.  | 13 березня 1995   | ITF Сарагоса, Іспанія         | Ґрунт      | Патрісія Азнар             | Моніка Кратохвілова Мартіна Неделькова               | 6–4, 2–6, 6–2      |
| Перемога  | 15.  | 12 червня 1995    | ITF Барселона, Іспанія        | Ґрунт      | Патрісія Азнар             | Лаура Монтальво Сільвія Рамон-Кортес                 | 6–3, 2–6, 6–4      |
| Поразка   | 16.  | 4 вересня 1995    | ITF Касерес, Іспанія          | Ґрунт      | Патрісія Азнар             | Алісія Ортуньйо Крістіна Торренс-Валеро              | 2–6, 3–6           |
| Поразка   | 17.  | 2 жовтня 1995     | ITF Льєйда, Іспанія           | Ґрунт      | Патрісія Азнар             | Карін Кентрек Вірхінія Руано Паскуаль                | 6–7, 0–6           |
| Перемога  | 18.  | 18 лютого 1996    | ITF Калі, Колумбія            | Ґрунт      | Паула Ерміда               | Міріам Д'Агостіні Ларісса Шерер                      | 6–3, 2–6, 6–3      |
| Поразка   | 19.  | 17 березня 1996   | ITF Сарагоса, Іспанія         | Ґрунт      | Лаура Гарсія-Пакуаль       | Нурія Монтеро Еліса Пенальво                         | 6–3, 3–6, 5–7      |
| Перемога  | 20.  | 23 червня 1996    | ITF Камучія, Італія           | Ґрунт      | Маріна Ескобар             | Катя Альтілія Паола Тампієрі                         | 6–4, 6–7, 6–2      |
| Поразка   | 21.  | 24 листопада 1996 | ITF Майорка, Іспанія          | Ґрунт      | Маріна Ескобар             | Зузана Лешенарова Луціє Штефлова                     | 6–3, 2–6, 3–6      |
| Поразка   | 22.  | 25 травня 1997    | ITF Сарагоса, Іспанія         | Ґрунт      | Лурдес Домінгес Ліно       | Кім де Вейлле Нора Кевеш                             | 6–7(4), 4–6        |
| Перемога  | 23.  | 13 липня 1997     | ITF Амерсфорт, Нідерланди     | Ґрунт      | Деббі Гак                  | Анна Клім Зузана Лешенарова                          | 4–3 ret.           |
| Поразка   | 24.  | 4 серпня 1997     | ITF Карфаген, Туніс           | Ґрунт      | Елена Сальвадор            | Алісія Ортуньйо Зузана Валекова                      | 6–4, 4–6, 4–6      |
| Поразка   | 25.  | 1 вересня 1997    | ITF Сполето, Італія           | Ґрунт      | Ана Алькасар               | Катержина Крупова-Шишкова Яна Поспішилова            | 1–6, 0–6           |
| Поразка   | 26.  | 22 березня 1998   | ITF Реймс, Франція            | Ґрунт      | Кончіта Мартінес Гранадос  | Аманда Гопманс Дафне ван де Занде                    | 4–6, 3–6           |
| Поразка   | 27.  | 20 липня 1998     | ITF Вальядолід, Іспанія       | Тверде     | Роса Марія Андрес Родрігес | Хісела Рієра Селіма Сфар                             | 6–7(5), 6–7(3)     |
| Перемога  | 28.  | 27 липня 1998     | ITF Памплона, Іспанія         | Тверде (i) | Аманда Гопманс             | Майке Фреліх Селіма Сфар                             | w/o                |
| Перемога  | 29.  | 21 вересня 1998   | ITF Бухарест, Румунія         | Ґрунт      | Роса Марія Андрес Родрігес | Ленка Ценкова Карін Кшвендт                          | 4–6, 7–6(6), 6–0   |
| Поразка   | 30.  | 19 жовтня 1998    | ITF Монтевідео, Уругвай       | Ґрунт      | Марія Фернанда Ланда       | Лаура Монтальво Паола Суарес                         | 2–6, 2–6           |
| Перемога  | 31.  | 2 листопада 1998  | ITF Можі-дас-Крузіс, Бразилія | Ґрунт      | Марія Фернанда Ланда       | Лусіана Масанте Алісія Ортуньйо                      | 4–6, 6–2, 6–2      |
| Поразка   | 32.  | 16 листопада 1998 | ITF Буенос-Айрес, Аргентина   | Ґрунт      | Марія Фернанда Ланда       | Седа Норландер Катарина Среботнік                    | 6–7(5), 3–6        |
| Поразка   | 33.  | 24 травня 1999    | ITF Будапешт, Угорщина        | Ґрунт      | Маріам Рамон Клімент       | Аліче Канепа Тетяна Пучек                            | 3–6, 0–6           |
| Перемога  | 34.  | 4 липня 1999      | ITF Мон-де-Марсан, Франція    | Ґрунт      | Марія Фернанда Ланда       | Х'яна Гутьєррес Роміна Оттобоні                      | 6–4, 6–4           |
| Перемога  | 35.  | 25 липня 1999     | ITF Еттенгайм, Німеччина      | Ґрунт      | Лурдес Домінгес Ліно       | Патріція Вартуш Ясмін Вер                            | 7–5, 6–4           |
| Перемога  | 36.  | 1 серпня 1999     | ITF Битом, Польща             | Ґрунт      | Магдалена Гжибовська       | Хісела Рієра Ралука Санду                            | 6–4, 7–5           |
| Перемога  | 37.  | 20 березня 2000   | ITF Таранто, Італія           | Ґрунт      | Хісела Рієра               | Стефані Форец Антонелла Серра-Дзанетті               | 6–7(2), 6–2, 6–2   |
| Перемога  | 38.  | 17 квітня 2000    | ITF Желос, Франція            | Ґрунт      | Марта Марреро              | Лурдес Домінгес Ліно Анабель Медіна Гаррігес         | 6–3, 6–4           |
| Перемога  | 39.  | 15 травня 2000    | ITF Порту, Португалія         | Ґрунт      | Хісела Рієра               | Кончіта Мартінес Гранадос Роса Марія Андрес Родрігес | 6–3, 6–3           |
| Перемога  | 40.  | 3 липня 2000      | ITF Мон-де-Марсан, Франція    | Ґрунт      | Алісія Ортуньйо            | Еухенія Чіальво Хорхеліна Краверо                    | 6–2, 6–2           |
| Поразка   | 41.  | 24 липня 2000     | ITF Liège, Бельгія            | Ґрунт      | Хісела Рієра               | Віраг Чурго Петра Мандула                            | 6–7(3), 1–6        |
| Перемога  | 42.  | 18 вересня 2000   | ITF Лечче, Італія             | Ґрунт      | Алісія Ортуньйо            | Анжеліка Реш Зіна Шрайбер                            | 6–4, 6–0           |
| Перемога  | 43.  | 2 жовтня 2000     | ITF Жирона, Іспанія           | Ґрунт      | Лурдес Домінгес Ліно       | Маріам Рамон Клімент Хісела Рієра                    | 4–2, 5–4(5–3), 4–2 |
| Поразка   | 44.  | 16 квітня 2001    | ITF Желос, Франція            | Ґрунт      | Лурдес Домінгес Ліно       | Ванесса Генке Зіна Шмідле                            | 2–6, 3–6           |
| Перемога  | 45.  | 23 квітня 2001    | ITF Казерта, Італія           | Ґрунт      | Лурдес Домінгес Ліно       | Марія Хосе Мартінес Санчес Хісела Рієра              | 6–1, 7–6(7–5)      |
| Перемога  | 46.  | 30 квітня 2001    | ITF Таранто, Італія           | Ґрунт      | Еухенія Чіальво            | Антонелла Серра-Дзанетті Роберта Вінчі               | 6–2, 1–6, 6–3      |
| Поразка   | 47.  | 3 вересня 2001    | ITF Фано, Італія              | Ґрунт      | Хісела Рієра               | Джулія Казоні Каталін Мароші                         | 3–6, 4–6           |
| Перемога  | 48.  | 1 жовтня 2001     | ITF Жирона, Іспанія           | Ґрунт      | Лурдес Домінгес Ліно       | Марія Елена Камерін Нурія Льягостера Вівес           | 6–2, 4–6, 6–1      |
| Перемога  | 49.  | 22 вересня 2002   | ITF Б'єлла, Італія            | Ґрунт      | Любомира Бачева            | Марія Хосе Мартінес Санчес Анабель Медіна Гаррігес   | 7–5, 2–6, 7–6(5)   |

## Юніорські фінали турнірів Великого шолома

### Дівчата, парний розряд (1–0)
| Результат | Рік  | Турнір                               | Покриття | Партнерка        | Суперниці                      | Рахунок  |
| --------- | ---- | ------------------------------------ | -------- | ---------------- | ------------------------------ | -------- |
| Перемога  | 1991 | Відкритий чемпіонат Франції з тенісу | Ґрунт    | Інес Горрочатегі | Зденька Малкова Ева Мартінцова | 6–1, 6–3 |